# Nurbakhshiyya
Nurbakhshiyya fou una confraria o xiïta escindida de la secta Kubrawiyya, fundada per Sayyid Muhammad ibn Muhammad ibn Abd Allah Nurbakhsh (nascut a Kuhistan el 1392). La secta es va estendre a Caixmir i sobretot al Baltistan on va prendre el poder al segle xviii i dominava encara al segle xix.